# Independência Futebol Clube
L'Independência Futebol Clube, noto anche semplicemente come Independência, è una società calcistica brasiliana con sede nella città di Rio Branco, capitale dello stato dell'Acre.

## Storia
L'Independência è stato fondato il 2 agosto 1946 da un gruppo di uomini d'affari della città di Rio Branco, inizialmente la squadra si chiamava Ypiranga Futebol Clube. Il suo primo presidente è stato il giornalista Tufic Assmar.
Nel 1991, l'Independência ha partecipato al Campeonato Brasileiro Série B, dove è stato eliminato alla prima fase.
Nel 1995 e nel 2005, il club ha partecipato al Campeonato Brasileiro Série C, dove è stato eliminato entrambe le volte alla seconda fase.

## Palmarès

### Competizioni statali
- Campionato Acriano: 13

1954, 1958, 1959, 1963, 1970, 1972, 1974, 1985, 1988, 1993, 1998, 2024, 2025
- Campeonato Acriano Segunda Divisão: 1

2018